# Tatra KT4
Tatra KT4 (читается как Татра KT4) — чешский двухсекционный сочленённый четырёхосный односторонний трамвайный вагон с реостатно-контакторной или тиристорно-импульсной системой управления.

## Конструкция

### Описание
Четырёхосный сочленённый трамвайный вагон типа КТ4 предназначен главным образом для эксплуатации в городах с узкими улицами. Сам кузов вагона спроектирован для минимизации выноса в кривых. Соединение частей кузова обеспечивают верхний подшипник на крыше и нижний подшипник, размещенный под полом кузова вагона. Оба подшипника представляют собой шарнир, который позволяет поворачивать части кузова вокруг вертикальной оси. Между тележками и обеими секциями вагона устроена система тяг, в результате работы которой обеспечивается стабильность кузова на прямых участках и минимальный вынос при прохождении кривых. Вагон имеет кабину на одном конце и возможность соединения двух вагонов по системе многих единиц (СМЕ).

### Кузов вагона

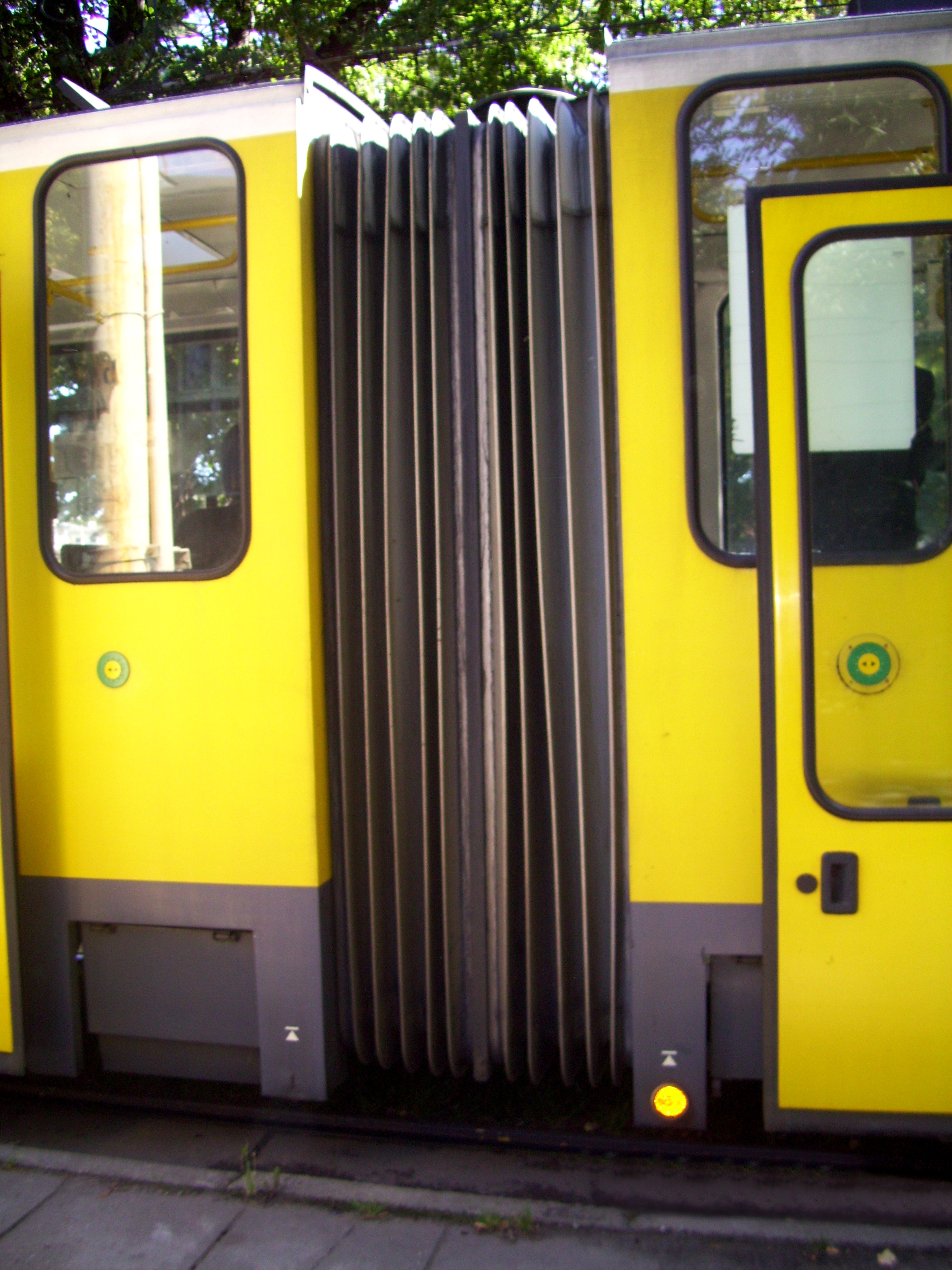
Механизм сочленения у Tatra KT4Dt

Кузов вагона состоит из двух частей, которые поворотно соединены шарниром под полом и на крыше вагона. Каждая секция кузова вагона расположена на одной тележке, взаимно поворотно посаженных. Для однозначного определения кинематической увязки между тележками и кузовом, в пространстве под вагоном находится тяговой механизм, который в зависимости от взаимного поворота тележек отклоняет середину кузова в месте нахождения шарнира и гарантирует взаимный поворот секций кузова, а этим и оптимальный проезд кривой. Характерными для кузова вагона КТ4 являются широкие окна и угловатая форма. У вагона имеется четыре двустворчатых ширмовых двери с шириной проема в свету 1300 мм, которые позволяют произвести быструю посадку и высадку пассажиров. Вентиляция пассажирского салона обеспечивается потолочными люками и сдвижными стеклами в верхней части окон (форточками). Отопительные элементы вагона размещены в боковых кожухах у пола вагона.

### Тележка
Тележка вагона имеет простую конструкцию. Рама тележки состоит из двух полурам эластично соединённых друг с другом. Рессорное подвешивание между рамой тележки и люлькой осуществляется с помощью резиновых пружин в комбинации со стальными пружинами. На каждой тележке помещено два тяговых двигателя с собственной вентиляцией. Соединение между двигателями и редуктором осуществляется с помощью карданного вала. Редуктор на оси — двухступенчатый, с цилиндрической и конической зубчатой передачей и может быть использован тоже и как гипоидный. Каждая тележка оснащена двумя рельсовыми тормозами, которые питаются от батареи напряжением 24 V. На валу каждого двигателя работает механический колодочный тормоз, который начиная со скорости 4 км/час действует как затормаживающий и как стояночный тормоз. Тележки существуют как для колеи 1000 мм, так и для колеи 1435 мм. Известны случаи переделки тележек и эксплуатации трамваев и на колее 1524 мм в Алма-Ате, Ижевске и в Новосибирске.

### Кабина водителя

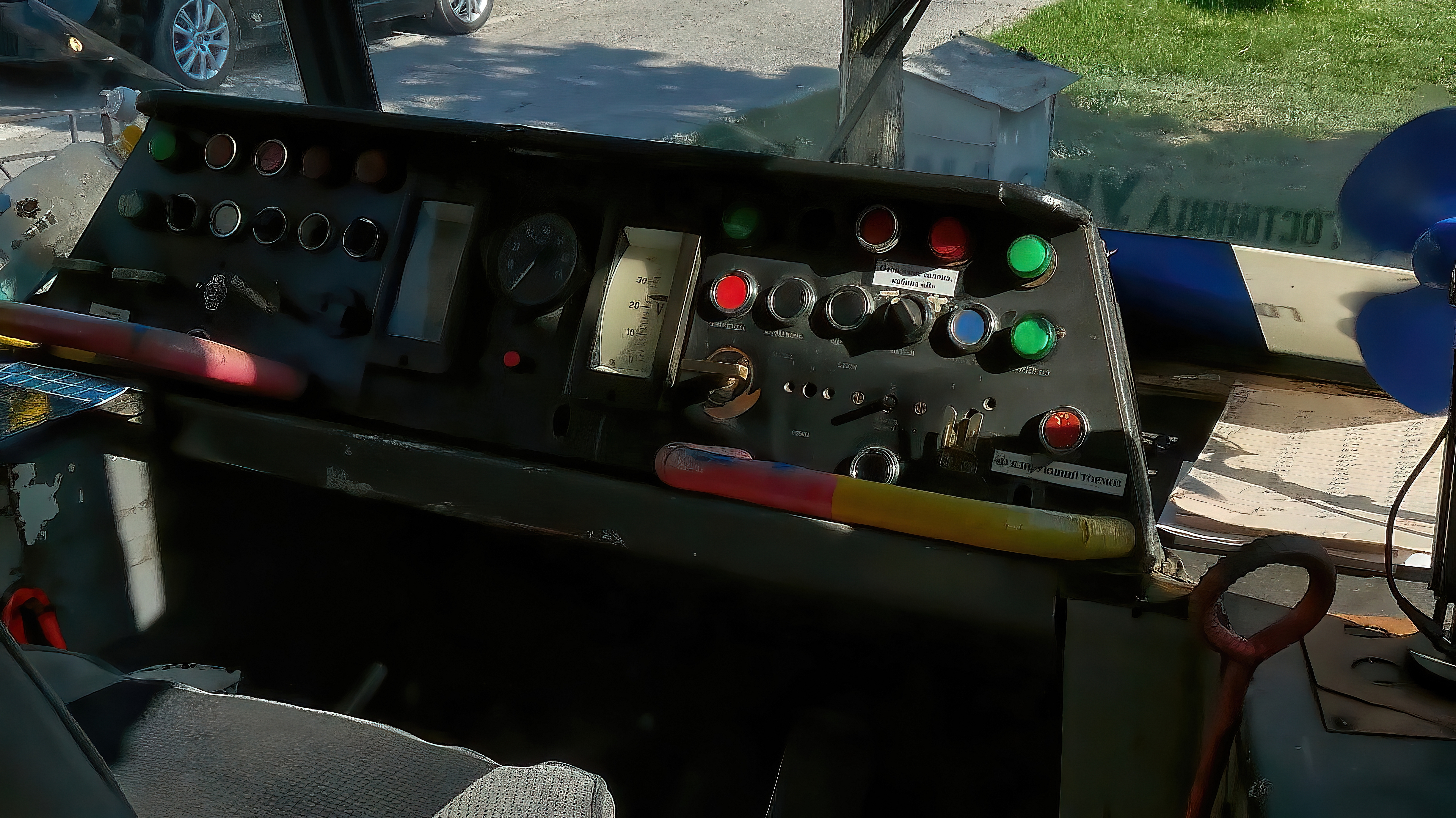
Пульт управления Tatra KT4SU в Евпатории

На главной панели водителя (пульте) размещены все важные элементы сигнализации и управления. На полу в кабине водителя находятся ножные элементы управления: ездовые и тормозные элементы управления и электромагнитное управление песочницами. В левом столике помещается отключение контактного провода — заземление и высоковольтные предохранители. В правой отделяющей стенке вагона находятся остальные элементы сигнализации и управления. Место водителя отапливается калорифером. Естественная вентиляция производится с помощью сдвижных окон (форточек), принудительную вентиляцию обеспечивает вентилятор калорифера (скорость воздушного потока 140 м3/час) и дополнительный вентилятор (скорость воздушного потока 500 м3/час) В задней части вагона для маневрирования трамваем без пассажиров предусмотрен вспомогательный переключатель управления вагоном, запираемый на ключ.

### Электрическая оснастка
Вагон Tatra KT4t оснащён тиристорно-импульсной системой управления (ТИСУ) типа TV3. Тяговые двигатели ТЕ 023 с собственной вентиляцией в каждой тележке последовательно соединены, и каждая группа двигателей управляется одним тиристорно-импульсным преобразователем. Деятельность импульсных преобразователей управляется электронным регулятором формой логических сигналов, что является выгодным особенно при управлении по СМЕ. В батарейном хозяйстве используется статический преобразователь. Благодаря исключению мотор-генератора в низковольтной сети (24 V) повысилась электрическая эффективность и эксплуатационная надежность вагона. На вагоне КТ4t как составная часть электрической оснастки смонтирована система защиты от буксования и юза, которая улучшает использование сцепного веса и защищает моноблок от повышенного износа.
Вагон Tatra KT4SU оснащён реостатно-контакторной системой управления (РКСУ) UA15P с комплектом электрооборудования TR-37, основными частями которого являются многопозиционный автоматический главный контроллер (ускоритель) ОА22, тяговые двигатели ТЕ 022 с принудительной вентиляцией, умформер и аккумуляторная батарея.

## Модификации
Трамвай Tatra KT4 выпускался в четырёх основных модификациях:
- KT4D — версия для ГДР
- KT4SU — версия для СССР
- KT4YU — версия для Югославии
- KT4K — версия для КНДР

### KT4D

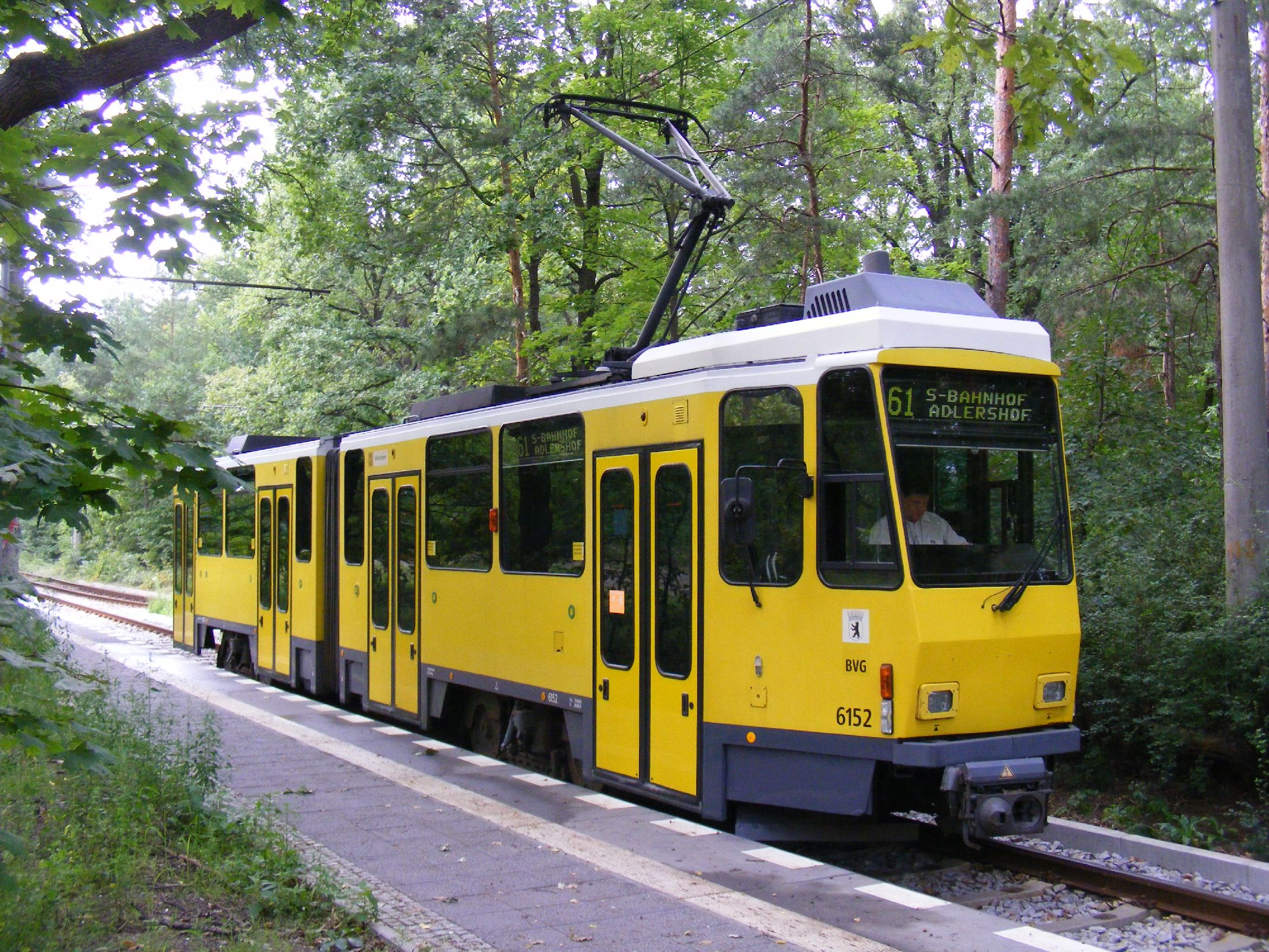
Модернизированный вагон Tatra KT4DM в Берлине

Одной из причин создания нового типа трамвайных вагонов были заказы ГДР, которая должна была приостановить своё собственное производство трамвайных вагонов в середине шестидесятых годов на основе договоренностей в рамках СЭВ в пользу закупок трамвайных вагонов ЧКД. ГДР требовались трамвайные вагоны, которые могли бы эксплуатироваться в городах с узкими улицами и тяжёлым профилем, характерными для большинства городов ГДР. Также трамвайные вагоны должны были иметь возможность эксплуатироваться на колее 1000 мм, имевшейся у некоторых городов ГДР. Для решения поставленных задач были нужны вагоны, имеющие узел сочленения. ЧКД уже имел опыт производства сочлененных вагонов. 3 трамвайных вагона-прототипа новой модели разрабатывались в 1969 (1 вагон) и 1973 (2 вагона) годах. Особенностью узла сочленения был тяговой механизм, который в зависимости от взаимного поворота тележек отклонял середину кузова в месте сочленения и гарантировал взаимный поворот секций кузова, а этим и оптимальный проезд кривой. Эта конструкция испытывалась уже в 1969 году на перестроенном прототипе вагона K1 в Праге, инвентарный номер 7000. После короткого испытания в Праге два прототипа вагона KT4 1973 года (инвентарные номера 8001 и 8002) выпуска были отправлены в Потсдам, где им были присвоены инвентарные номера 001 и 002. Они эксплуатировались до 1989 года. После окончания эксплуатации вагон 002 был отправлен в музей. В 1974 году началось серийное производство трамвайных вагонов этой модели.
Трамвайные вагоны KT4D могли эксплуатироваться одиночно или в составе поезда из двух вагонов по СМЕ. В Эрфурте проводились эксперименты по эксплуатации поездов из трех вагонов, суммарная длина такого поезда составляла 57 м. В 1983 году были построены 2 прототипа трамвайных вагона KT4 Dt (с ТИСУ TV3). После испытания в Праге (под инвентарными номерами 0014 и 0015) они были переданы в Берлин, где им были присвоены инвентарные номера 219 302 и 219 303. В 1992 году они были перенумерованы в 9702 и 9703, а через три года модернизированы по типу KT4M и перенумерованы в 7011 и 7012. В 1986 и 1987 годах были выпущены 97 вагонов KT4 Dt.

### KT4SU

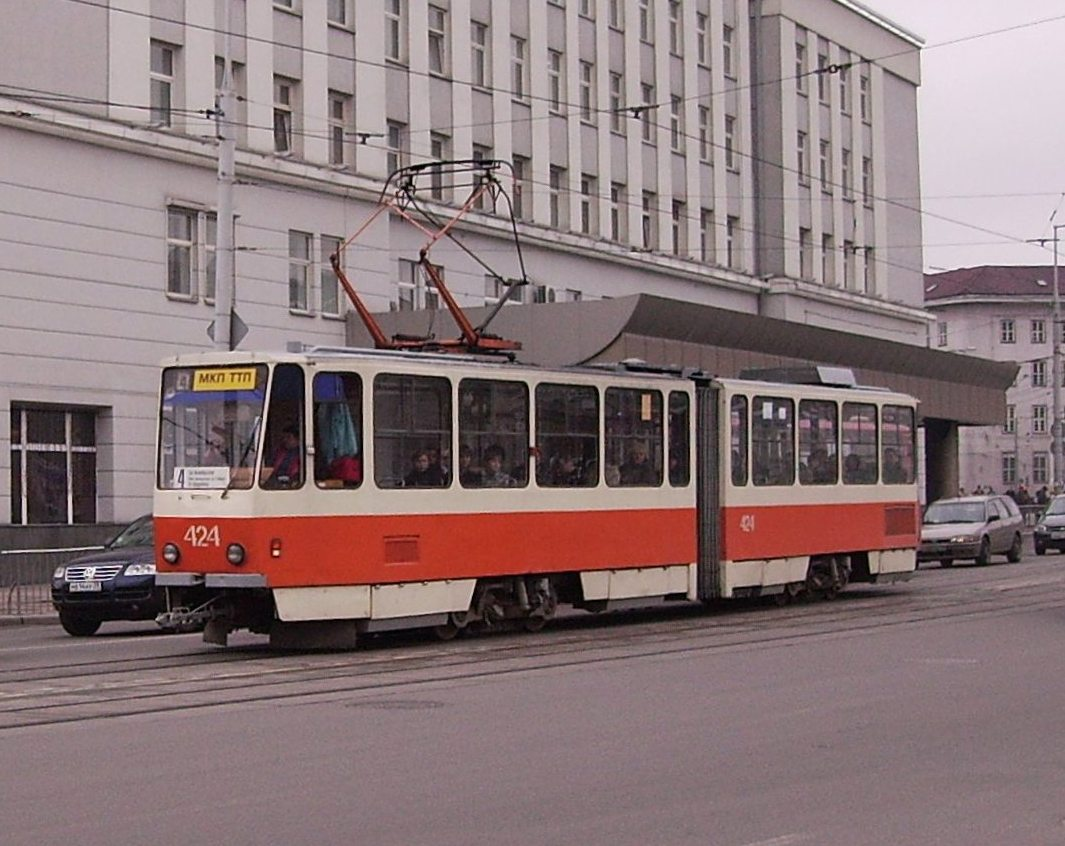
Tatra KT4SU в Калининграде

Трамвайные вагоны, которые имели возможность работы на узких улицах и тяжёлом профиле, были необходимы и некоторым трамвайным хозяйствам СССР. Два прототипа KT4 SU были построены в 1976 году. После испытаний в Праге (инвентарные номера 8007 и 8008) они были отправлены во Львов, где получили инвентарные номера 1 и 2. Через несколько лет были перенумерованы в 1001 и 1002, а в 1998 году 1002 был списан. Серийное производство моделей KT4 SU началось в 1980 году.

### KT4YU
С 1980 начались поставлялись KT4 под маркой KT4 YU в Югославию. В Белграде они заменили все другие типы подвижного состава трамвая. В Загребе они применяются наряду с более старыми типами T4 YU и B4 YU. Там же испытывался с 1986 года прототип трамвайного вагона KT4 YUt с ТИСУ TV3.

### KT4K
В 1991 году были поставлены 50 вагонов модели KT4 K в Пхеньян для нового трамвайного депо в северокорейской столице.

### KT4UA
Глубокая модернизация трёх вагонов Tatra KT4SU, проведённая в Виннице. Позднее на базе модернизированных вагонов Винницкая транспортная компания освоила технологии производства новых трамваев «с нуля».

## Эксплуатация

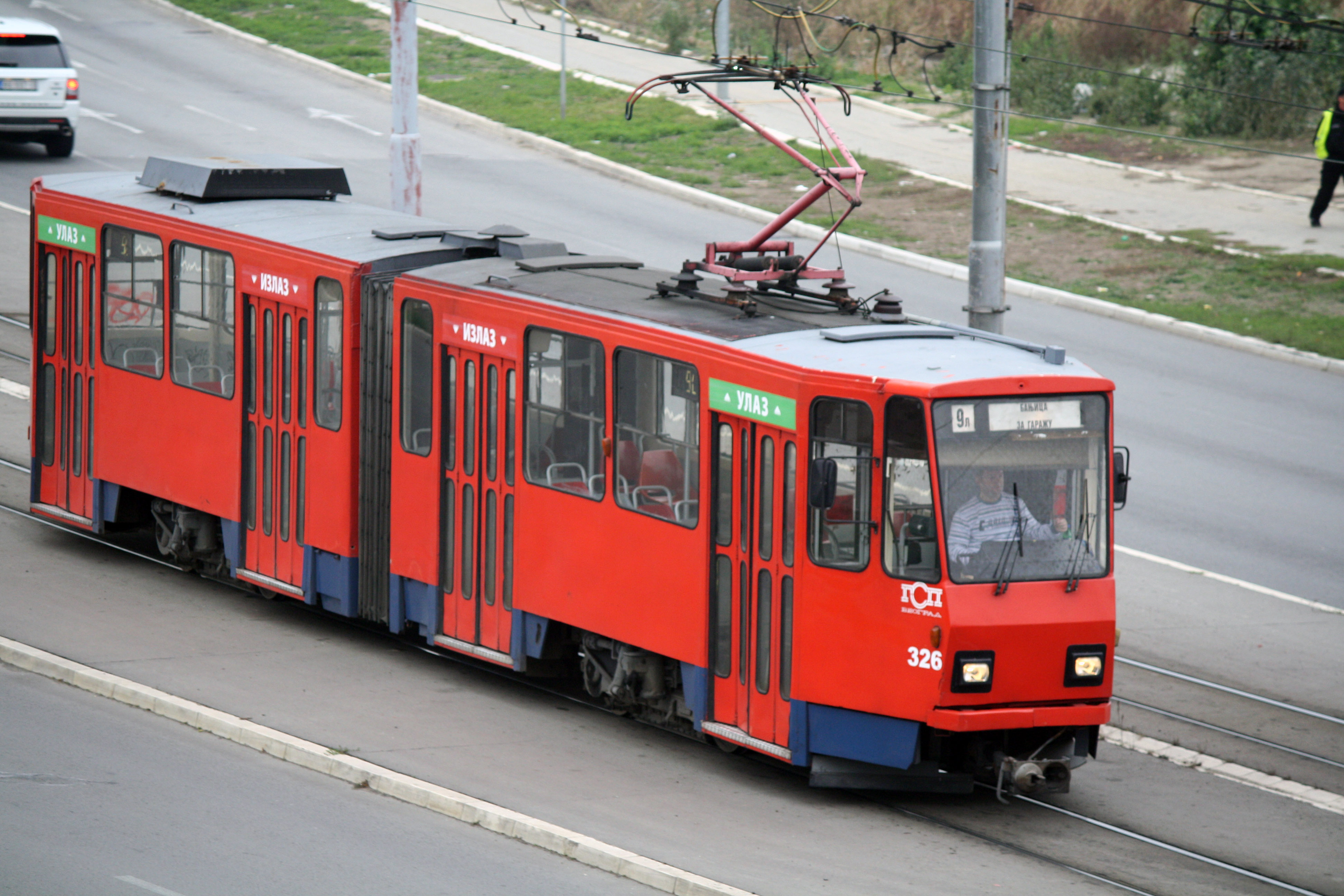
Tatra KT4YU в Белграде

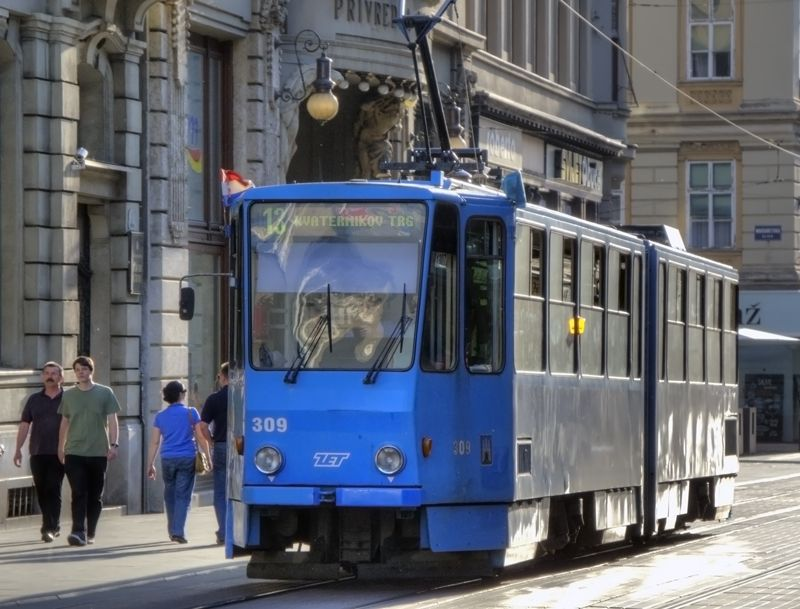
Tatra KT4YU в Загребе

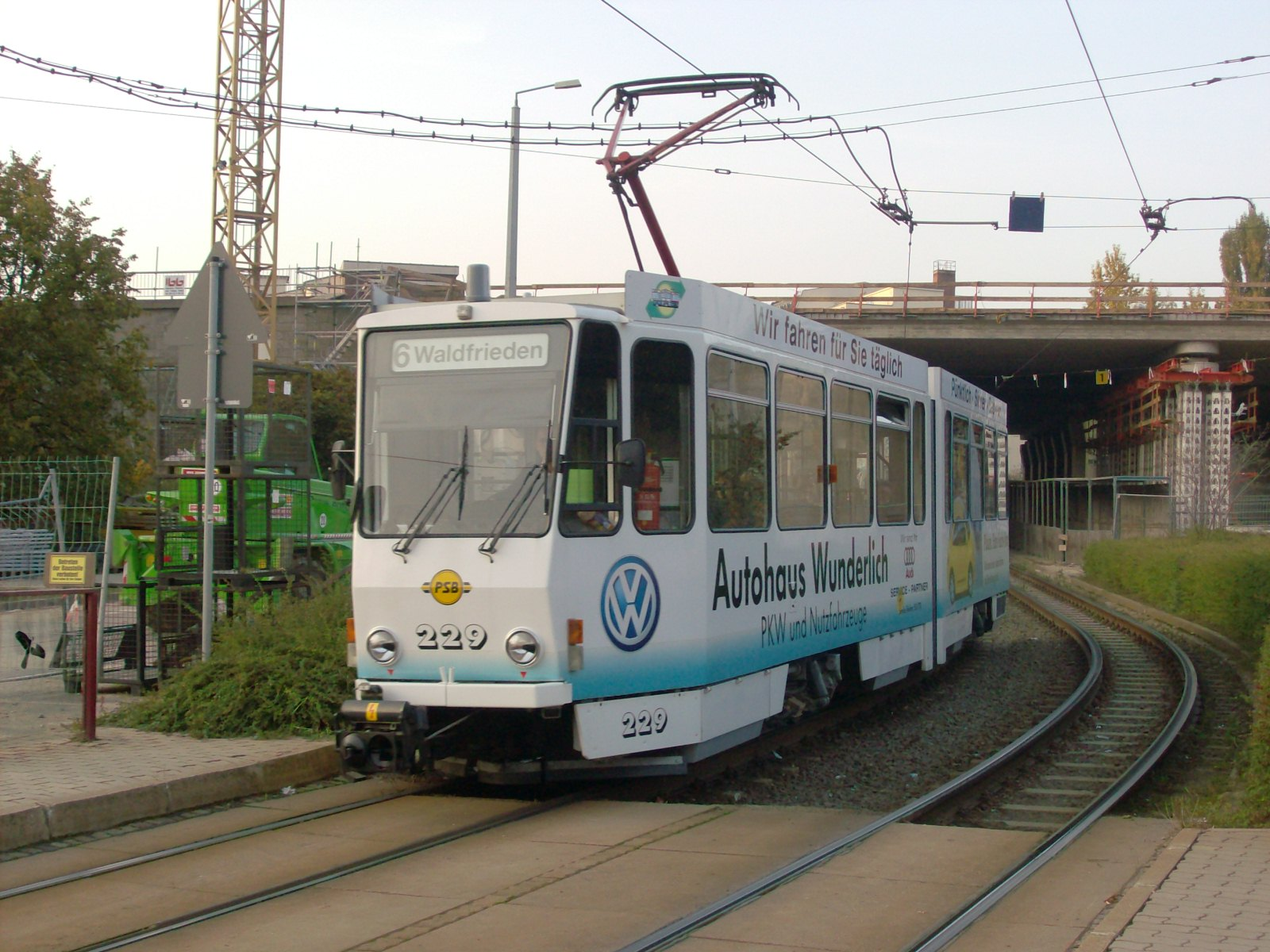
Tatra KT4DC в Плауэне

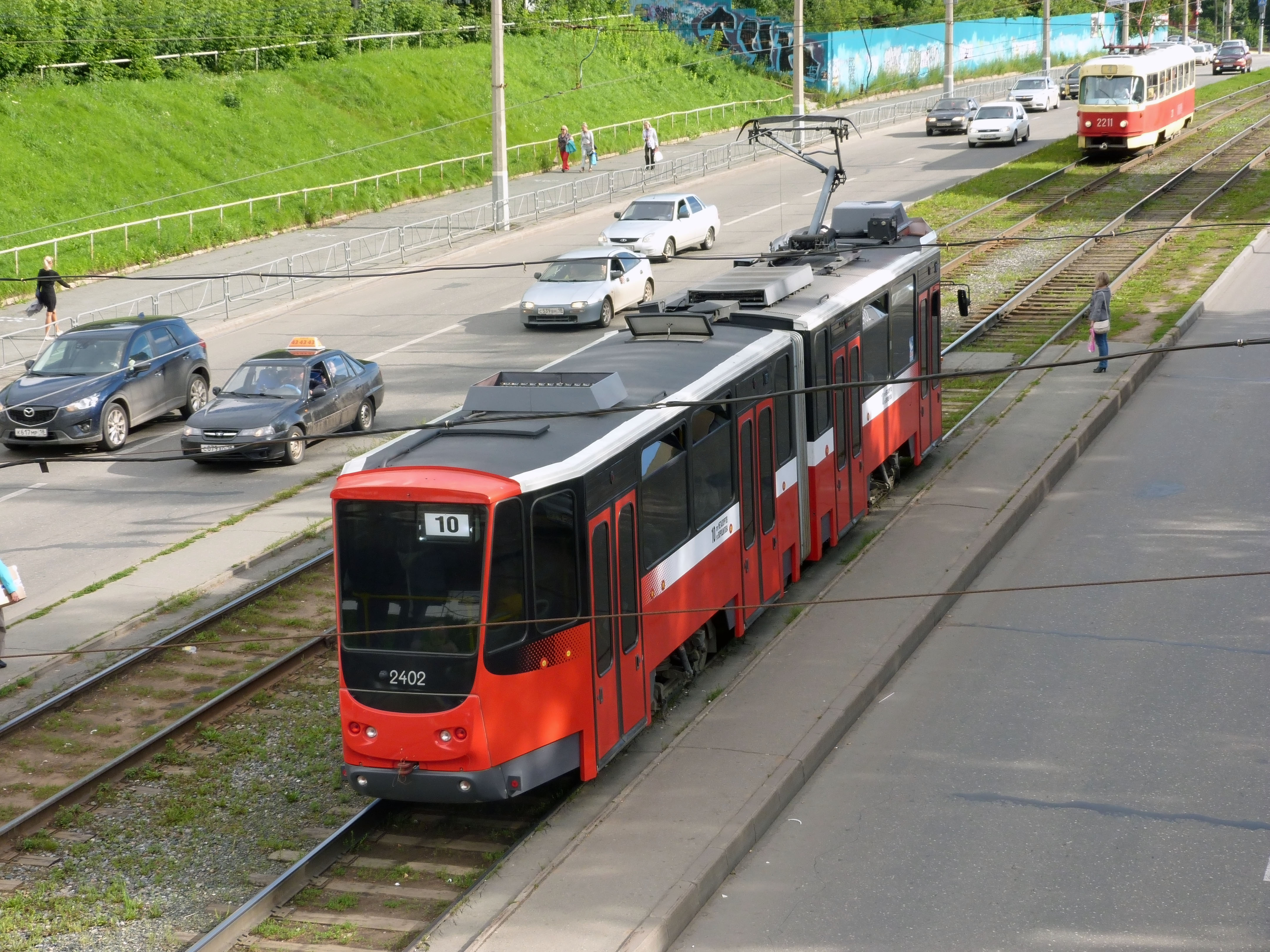
Tatra KT4DM в Ижевске

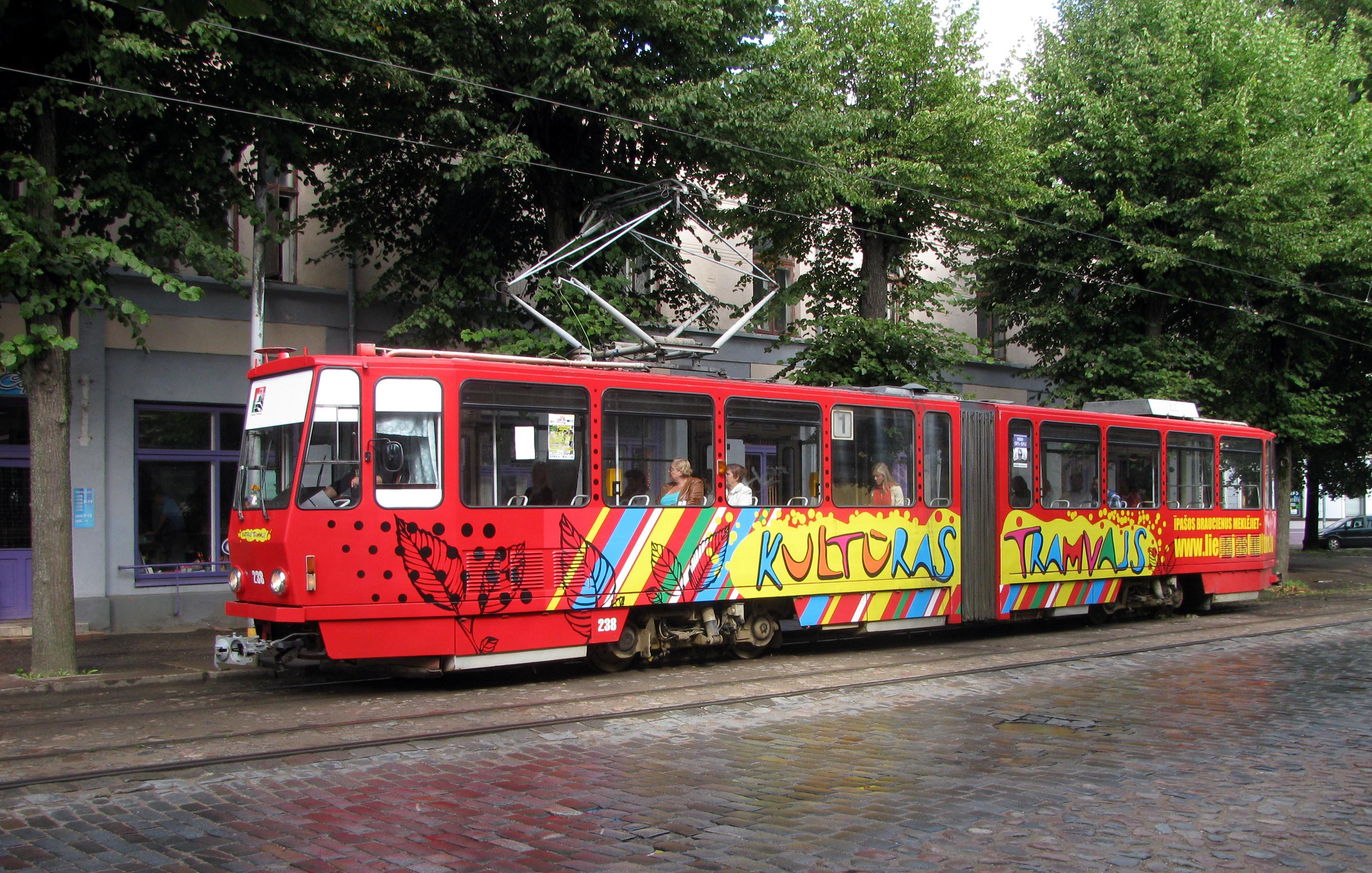
Tatra KT4 в Лиепае

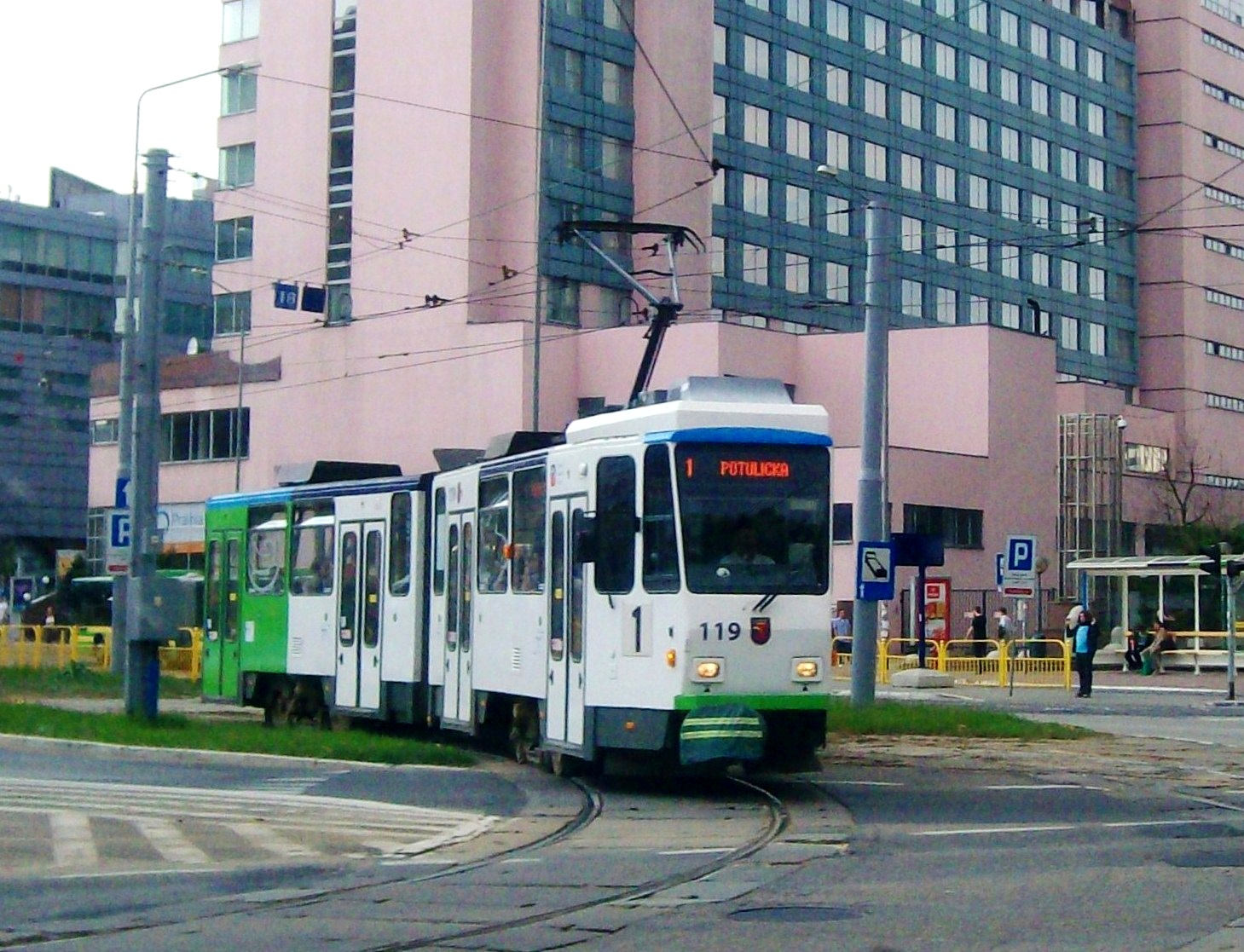
Tatra KT4Dt в Щецине

По состоянию на сентябрь 2016 года трамваи этой модели находятся в эксплуатации у следующих городов:
| Страна    | Город                 | Компания-эксплуатант                        | Тип          | Годы выпуска         | Число  | Примечания |
| --------- | --------------------- | ------------------------------------------- | ------------ | -------------------- | ------ | --- |
| Венгрия   | Сегед                 | Szegedi Közlekedési Társaság                | KT4D         | 1982, 1990           | 4      | |
| Венгрия   | Сегед                 | Szegedi Közlekedési Társaság                | KT4DM        | 1985                 | 8      | |
| Венгрия   | Сегед                 | Szegedi Közlekedési Társaság                | KT4DMC       | 1985, 1990           | 7      | |
| Германия  | Берлин                | Berliner Verkehrsbetriebe                   | KT4DM        | 1976—1987            | 151    | 8 мая 2021 года были сняты с эксплуатации |
| Германия  | Берлин                | Berliner Verkehrsbetriebe                   | KT4DtM       | 1983—1987            | 6      | |
| Германия  | Бранденбург-на-Хафеле | Verkehrsverbund Berlin-Brandenburg          | KT4DMC       | 1981, 1983           | 2      | |
| Германия  | Франкфурт-на-Одере    | Stadtverkehrsgesellschaft Frankfurt         | KT4DM        | 1987—1990            | 18     | |
| Германия  | Гера                  | Geraer Verkehrsbetrieb                      | KT4DMC       | 1981—1990            | 24     | |
| Германия  | Гёрлиц                | Verkehrsgesellschaft Görlitz                | KT4DC        | 1983—1990            | 16     | |
| Германия  | Гота                  | TWSB                                        | KT4D         | 1990                 | 3      | |
| Германия  | Гота                  | TWSB                                        | KT4DC        | 1981—1990            | 13     | |
| Германия  | Гота                  | TWSB                                        | KT4DC-Z      | 1990                 | 2      | |
| Германия  | Плауэн                | Plauener Straßenbahn                        | KT4DC        | 1976—1988            | 18     | |
| Германия  | Потсдам               | Verkehrsbetrieb Potsdam                     | KT4DC        | 1974—1983            | 18     | |
| Германия  | Цвиккау               | Städtische Verkehrsbetriebe Zwickau         | KT4DC        | 1987—1990            | 20     | |
| Казахстан | Темиртау              | АрселорМиттал Темиртау                      | KT4DM        | 1979, 1985           | 1      | Переданы из Потсдама |
| КНДР      | Пхеньян               |                                             | KT4K         | 1991                 | 50     | Переданы в 1999 году в Чхонджин |
| Крым      | Евпатория             | Трамвайное управление имени И. А. Пятецкого | KT4SU        | 1987—1990            | 19     | Среди них 1 вагон, переданный Винницей в 2013 году в обмен на 1 вагон Gotha T57. Пассажирская эксплуатация завершена в ноябре 2021 года, один вагон планируется сохранить для музейных целей. |
| Латвия    | Лиепая                | SIA Liepājas tramvajs                       | KT4SU        | 1983—1988            | 22     | 12 списаны |
| Польша    | Щецин                 | Tramwaje Szczecińskie                       | KT4Dt        | 1985—1987            | 74     | |
| Россия    | Калининград           | Калининград-ГорТранс                        | KT4SU        | 1988—1994            | 25     | |
| Россия    | Калининград           | Калининград-ГорТранс                        | KT4D         | 1978—1983            | 10     | Переданы из Котбуса |
| Россия    | Пятигорск             | Горэлектротранс                             | KT4SU        | 1988—1994            | 33     | |
| Россия    | Пятигорск             | Горэлектротранс                             | KT4D         | 1978—1984            | 15     | Переданы из Эрфурта, Котбуса и Геры |
| Россия    | Пятигорск             | Горэлектротранс                             | KT4DM        | 1978—1981            | 3      | Переданы из Геры |
| Россия    | Ижевск                | «Ижгорэлектротранс»                         | KT4DM        | 1981—1986            | 10     | Переданы из Берлина Переделаны под колею 1524 мм |
| Румыния   | Брэила                | S.C. Braicar S.A.                           | KT4D         | 1977—1988            | 19     | |
| Румыния   | Галац                 | S.C. Transurb S.A.                          | KT4D         | 1977—1978            | 26     | |
| Румыния   | Клуж-Напока           | RATUC                                       | KT4D         | 1975—1986            | 18     | |
| Румыния   | Клуж-Напока           | RATUC                                       | KT4DM        | 1985                 | 10     | |
| Румыния   | Клуж-Напока           | RATUC                                       | KT4DC        | 1977—1986            | 5      | |
| Румыния   | Крайова               | RAT                                         | KT4D         | 1978                 | 8      | |
| Румыния   | Орадя                 | OTL                                         | KT4D         | 1977—1985            | 11     | |
| Румыния   | Плоешти               | RAT                                         | KT4D         | 1977—1985            | 11     | |
| Румыния   | Плоешти               | RAT                                         | KT4DC        | 1977—1983            | 12     | |
| Румыния   | Плоешти               | RAT                                         | KT4DM        | 1985                 | 7      | |
| Сербия    | Белград               | ГСП «Белград»                               | KT4YU        | 1980—1990            | 84     | |
| Сербия    | Белград               | ГСП «Белград»                               | KT4YUM       | 1980—1988            | 28     | |
| Сербия    | Белград               | ГСП «Белград»                               | KT4M YUB     | 1997                 | 20     | |
| Украина   | Львов                 | «Львовэлектротранс»                         | KT4SU        | 1976—1988            | 92     | Два вагона подарены Винницей |
| Украина   | Львов                 | «Львовэлектротранс»                         | KT4D KT4DM   | 1976— 1988 1981—1986 | 26 30  | |
| Украина   | Винница               | Винницкая транспортная компания             | KT4SU        | 1980—1990            | 81     | |
| Украина   | Житомир               | ЖТТУ                                        | KT4SU        | 1981—1987            | 25     | Эксплуатируется 5 вагонов из Винницы |
| Украина   | Запорожье             | «Запорожэлектротранс»                       | KT4DtM KT4DM | 1983—1987 1981—1986  | 20 6 6 | Переданы из Берлина Переделаны под колею 1524 мм |
| Хорватия  | Загреб                | Zagrebački Električni Tramvaj               | KT4YU        | 1985—1986            | 50     | |
| Хорватия  | Загреб                | Zagrebački Električni Tramvaj               | KT4YUt       | 1986                 | 1      | |
| Эстония   | Таллин                | Tallinna Linnatransport                     | KT4SU        | 1979—1990            | 1      | |
| Эстония   | Таллин                | Tallinna Linnatransport                     | KT4D         | 1986                 | 40     | Переданы из Эрфурта, Котбуса и Геры |